# (2338) Bokhan
(2338) Bokhan est un astéroïde de la ceinture principale.

## Description
(2338) Bokhan est un astéroïde de la ceinture principale. Il fut découvert le 22 août 1977 à Naoutchnyï par Nikolaï Tchernykh. Il présente une orbite caractérisée par un demi-grand axe de 2,83 UA, une excentricité de 0,06 et une inclinaison de 3,2° par rapport à l'écliptique.

## Compléments